# Dépose (archéologie)
La dépose en archéologie est une intervention, généralement réalisée en urgence dans le but de sauvegarder tout ou partie d'un élément, qui consiste à ôter un objet (mosaïques, peintures, etc.) de la place où il était fixé. Par exemple, cette technique de dernier recours peut être mise en œuvre dans le cas où le site archéologique doit être détruit (construction d'ouvrage d'art ou de logements), et afin de conserver un élément d'importance historique ou artistique.